# Reservación india de los Cattaraugus (condado de Erie, Nueva York)
La Reserva India de los Cattaraugus es una reserva india de la tribu Seneca ubicada en el condado de Erie en el estado estadounidense de Nueva York. En el año 2000 tenía una población de 2.001 habitantes y una densidad poblacional de 30 personas por km².

## Geografía
La Reserva India de los Cattaraugus se encuentra ubicada en las coordenadas 42°32′24″N 78°57′47″O / 42.54000, -78.96306.

## Demografía
Según la Oficina del Censo en 2000 los ingresos medios por hogar en la reserva eran de $28.713, y los ingresos medios por familia eran $27.933. Los hombres tenían unos ingresos medios de $25.735 frente a los $23.438 para las mujeres. La renta per cápita para la reserva era de $12.382. Alrededor del 30,6% de la población estaban por debajo del umbral de pobreza.